# Sultan Syarif Kasim II International Airport
Sultan Syarif Kasim II International Airport (engelska: Simpang Tiga Airport) är en flygplats i Indonesien.   Den ligger i provinsen Kepulauan Riau, i den västra delen av landet, 1 000 km nordväst om huvudstaden Jakarta. Sultan Syarif Kasim II International Airport ligger 31 meter över havet.
Terrängen runt Sultan Syarif Kasim II International Airport är mycket platt. Runt Sultan Syarif Kasim II International Airport är det mycket tätbefolkat, med 2 181 invånare per kvadratkilometer. Närmaste större samhälle är Pekanbaru, 8,1 km norr om Sultan Syarif Kasim II International Airport. Trakten runt Sultan Syarif Kasim II International Airport består till största delen av jordbruksmark.